# 劉伯淵
刘伯渊（1538年—1640年），字静之，号念庭、又号念亭，浙江慈谿人。明末政治人物、书法家，同進士出身。

## 生平
嘉靖四十年（1561年）辛酉科浙江鄉試第十二名舉人。隆慶五年（1571年）登辛未科會試二百名，三甲一百九十八名進士。礼部觀政，授直隸泰興縣知縣。万历五年（1577年）升工部主事，九年升员外郎，分署临清，掌陶冶，令制陶人自相鉴定质量，使胥吏、军尉无舞弊机会，陶人称便。十一年改官刑部郎中，十二年复调工部。十三年官至江西按察副使，十六年患病致仕。年五十，告老还乡，居家五十年之久，以诗酒自娱。崇祯十年（1637年）满百岁。崇禎十三年（1640年）卒，享嵩壽一百零三岁。明朝士大夫壽至百歲者，僅有劉伯淵與林春澤二人。

## 著作
劉伯淵善诗古文，工书法。百歲之後，書法尤其古劲。著有《灌息亭集》。

## 家族
曾祖劉熒、祖父劉㙏、父劉世綸，贈主事；母陳氏。永感下。兄刘汝、刘泳。